# Брза храна
Брза храна, или фаст-фуд (енгл. fast food), храна је која се врло брзо спрема и сервира, њена главна предност је то што је јефтина. То је такође храна која се у више случајева подгрева. Сматра се да је брза храна један од симбола модерног Запада и нужда брзог начина живота, који има све бржи и стресни ритам у државама турбокапитализма. Ова храна се у жаргону назива џанк-фуд (енгл. junk food) што у преводу значи „храна смеће” — због ниске нутриционистичке вредности.
Ланци ресторана брзе хране су симбол глобализације и утицаја САД. Ресторани брзе хране традиционално се разликују по својој способности да служе храну користећи драјв-тру приступ. Продајна места могу бити штандови или киосци, који не могу да пруже заклон или место за седење, или ресторани брзе хране (такође познати као ресторани брзе услуге). Франшизе које функционишу као део ланца ресторана имају стандардизоване прехрамбене продукте допремљене до сваког ресторана из централних локација.
Конзумирање брзе хране је повезано, између осталог, са колоректалним канцером, гојазношћу, високим холестеролом, и депресијом. Многи видови брзе хране имају тенденцију да буду богати засићеним мастима, шећером, солима и калоријама.
Традиционална породична вечера у све већој мери бива замењена конзумирањем брзе хране. Као резултат тога, време које се улаже у припрему хране се смањује, те просечни пар у Сједињеним Државама троши око 47 минута дневно на припрему хране према подацима из 2013. године.

## Ланци ресторана
Данас најпознатији ланац ресторана брзе хране у свету је свакако Мекдоналдс (енгл. McDonalds).
Следе такође велики ланци, као што су:
- Кентаки фрајд чикен (енгл. KFC)
- Пица хат (енгл. Pizza Hut), Тако бел (енгл. Taco Bell)
- Вимпи (енгл. Wimpy)
- Пица пица (енгл. Pizza Pizza)
- Чик-Фил-Еј (енгл. Chick-fil-A)

## Болести које изазива брза храна
Гојазност се дефинише као повећање телесне тежине у односу на идеалну тежину за 15%. Сваких пола килограма изнад идеалне тежине скраћује животни век за месец дана.
Шећерна болест или дијабетес је хронични, неизлечиви системски поремећај метаболизма, који се карактерише трајно повишеним нивоом глукозе у крви. Углавном је условљен наследним факторима, а настаје због смањене секреције или смањеног биолошког дејства хормона инсулина, односно у комбинацији ова два фактора.
Повишени крвни притисак или хипертензија настаје када срце није у могућности да нормалним функционисањем спроведе крв и кисеоник у ткива и органе, због препрека које настају у артеријама. Отпори које срце савладава услед сужености, кртости, тврдоће и смањења еластичности вена и артерија напрежу рад срца и временом доводе до слабљења и малаксавања срчаног мишића. Артеросклероза је једна од најчешћих последица повишеног крвног притиска и настаје када се висок крвни притисак не лечи, па настаје стврдњавање (губитак еластичности) зидова артерија. Ова болест је последица масноћа које се крећу по организму и брже се утискују у зидове артерија. Срчани удар настаје када дође до зачепљења артерија које снабдевају срце крвљу и нема дотока крви у срчани мишић.
Рак (карцином) - стрес и неправилна исхрана, удружени са генетским факторима, узроковали су почетак епидемије рака дебелог црева. Колоректални карцином спада међу најучесталије карциноме савременог човека. Од њега у Србији годишње оболи од 3.500 до 4.000 људи. Лекари, међутим, тврде да би се чак у 90% случајева ова болест могла успешно лечити једноставним методама уколико се открије на време.
Каријес настаје, пре свега, као последица претераног узимања шећера, који у дејству са угљеним хидратима, бактеријама и плаковима ствара наслаге које нападају зубну глеђ и доводе до квара зуба. Веома је важно знати да често узимање шећера и угљених хидрата убрзава настајање ове болести и због тога деци не треба давати прекомерно и често конзумирање слаткиша и вештачких напитака.
Алергија представља промењено, преосетљиво стање имунског система појединих особа на материје из нашег окружења, а на које већина не реагује, јер суштински не представљају претњу.
Анемија или малокрвност настаје услед смањеног броја црвених крвних зрнаца или броја молекула хемоглобина. Најчешће се јавља услед недостатка гвозђа или фолне киселине у организму, као и витамина Б6 и Б12 и бакра. Анемија је стање недостатка црвених крвних зрнаца. У том случају, мали број еритроцита садржи мање хемоглобина, због чега је достава кисеоника органима као што су мозак, срце и мишићи смањена.
Дегенеративне болести (лат. Degeneratio) су болести савременог човечанстава изазване претераном хемизацијом и загађењем околине, хране, ваздуха. Коришћење хемијских средстава у производњи и преради хране битно утиче на појаву ових болести. Ове болести укључују промене ћелија, ткива и органа.
Киселост организма (фактор ) је једна од најраспрострањенији  болести савременог човечанства. Посебно утиче на појаву упорне и тешко излечиве болести - кандидијаза. Концепт фактора pH заснива се на теорији да је човеково здравље директно повезано и зависи од тога на ком нивоу киселости - базности је тело. Уколико је тело превише кисело, тј. не постоји баланс, тада долази до поремећаја који се манифестују у облику великог броја болести.